# Trobentica (revija)
Trobentica je bila ilustrirana revija, namenjena otrokom med 4. in 9. letom starosti. Izhajala je med letoma 2001 in 2009 samostojno in kot sestavni del revije Otrok in družina enkrat mesečno. Vsebovala je več različnih tipov nalog za manjše otroke, hkrati pa je tudi vsebovala literarni del slovenskih avtorjev. Revijo sta sofinancirala Ministrstvo za šolstvo in šport in Ministrstvo za kulturo.
Urednik je bil Igor Ribič.
Ilustracije iz revije, delo Polone in Matjaža Bertonclja, so izšle v samostojni izdaji.